# Extra Aircraft

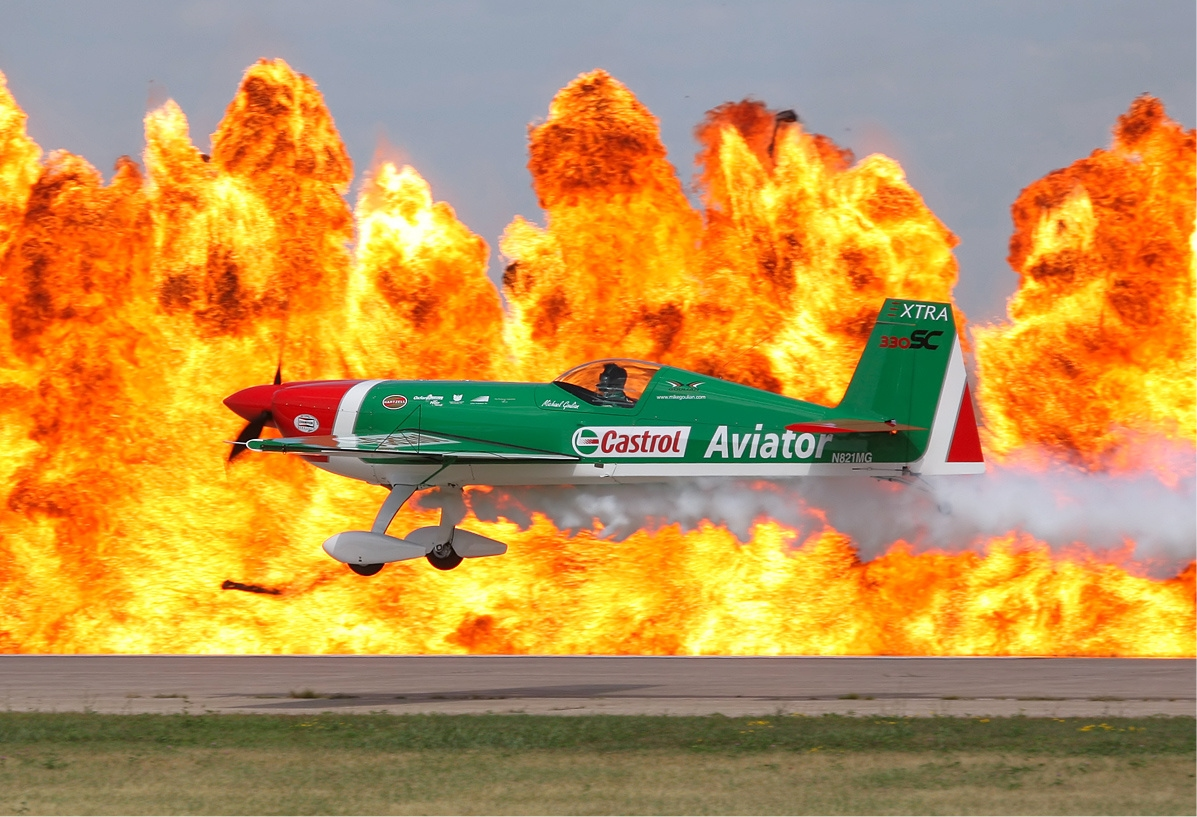
Extra EA-300

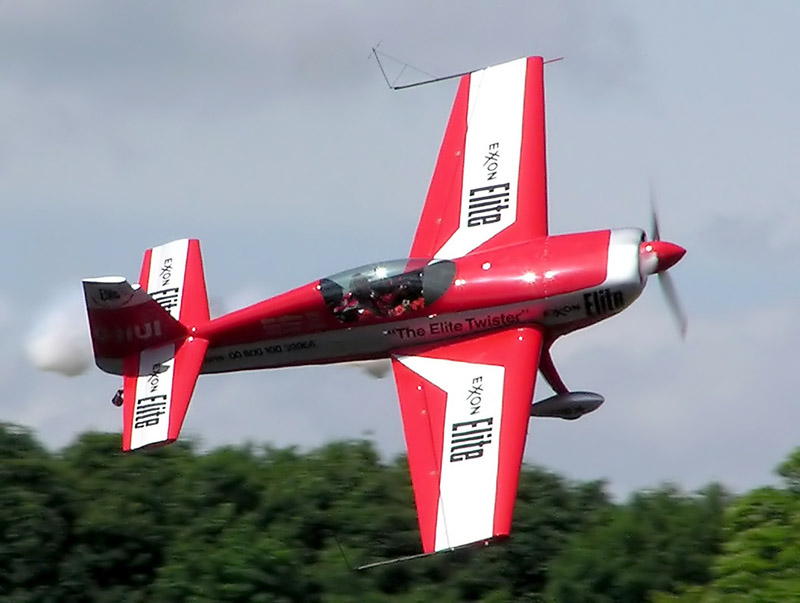
Extra EA-300

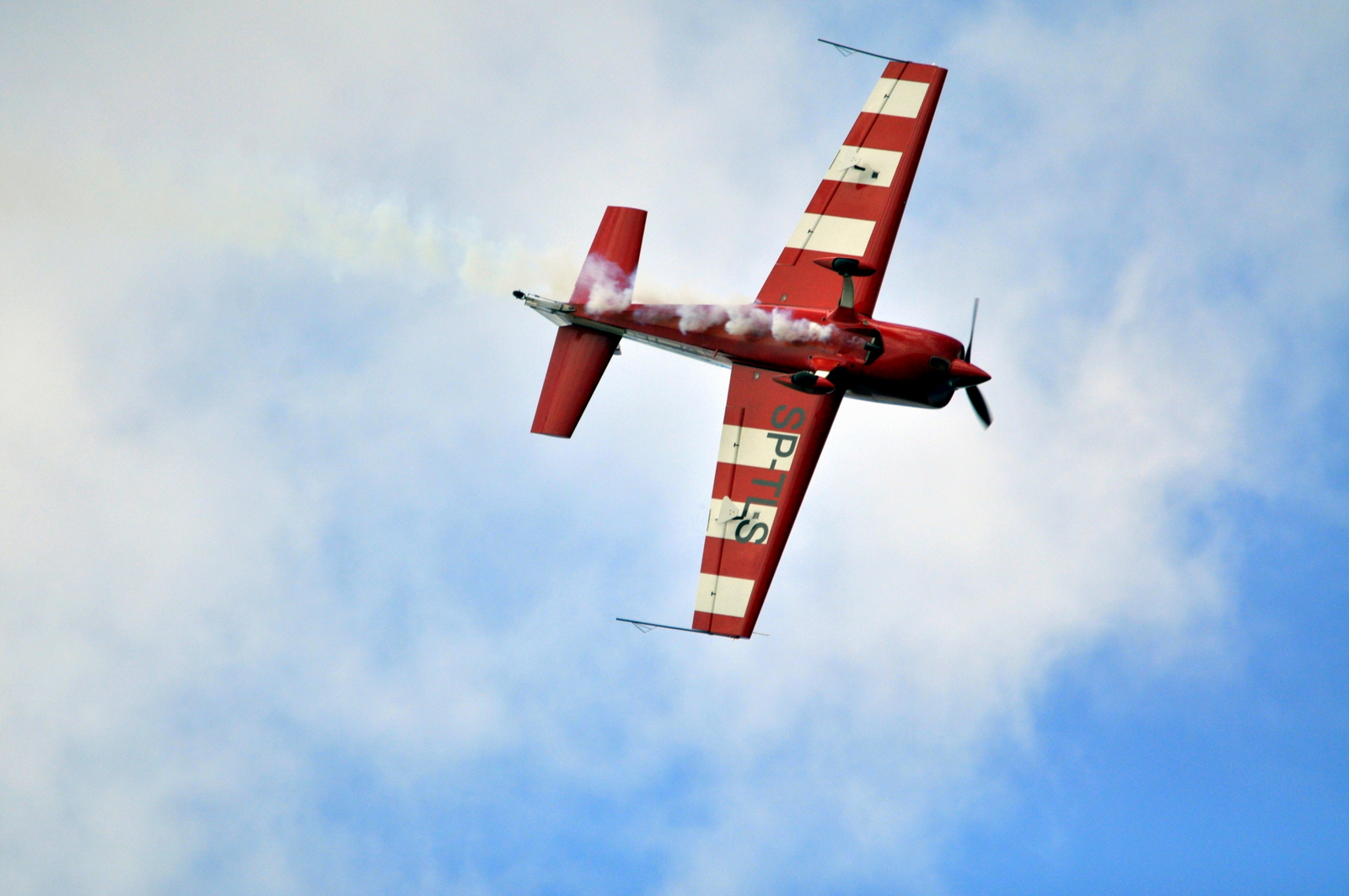
Extra 330LC

Extra Aircraft is een bedrijf dat sport- en verkeersvliegtuigen produceert. Het werd in Duitsland opgericht in 1980 door Walter Extra, een meervoudig Duits kampioen kunstvliegen.
Het bedrijf is gevestigd in Hünxe in de Duitse deelstaat Noordrijn-Westfalen.

## Vliegtuigen

### Kunstvliegen
- Extra EA-200
- Extra EA-230
- Extra EA-260
- Extra EA-300 (dit vliegtuig is ook te vinden in recente versies van Microsoft Flight Simulator)
- Extra EA-330

### Zakelijk
- Extra EA-330-LT
- Extra EA-400
- Extra EA-500